# Фуэнтес, Карлос
Ка́рлос Фуэ́нтес Масиас (исп. Carlos Fuentes Macías; 11 ноября 1928, Панама — 15 мая 2012, Мехико) — мексиканский писатель, дипломат, журналист, сценарист.

## Биография
Родился в семье дипломата в Панаме, где в то время работал его отец, но вскоре переехал в Вашингтон. До юношеских лет жил в Монтевидео, Рио-де-Жанейро, Вашингтоне, Сантьяго, Буэнос-Айресе. В Вашингтоне получил начальное образование. В 1944 году приехал в Мексику, в семью дедушки с бабушкой, где прожил до 1965 года. От них он узнал мексиканскую историю и фольклор, в то время как в США он интересовался только популярной культурой. В детстве он любил читать и мечтал стать писателем, но родители настояли, чтобы он получил юридическое образование. Таким образом, он учился сначала в Национальном университете Мехико, а затем в Женевском институте международных отношений, в Швейцарии. Как и отец начал работать в дипломатическом корпусе, в отделе международных отношений министерства иностранных дел. Позднее сам как дипломат служил в Париже, Лондоне и других мировых столицах. Преподавал в большинстве наиболее авторитетных университетов США. Во время государственной службы начал в свободное время литературную деятельность.
15 мая 2012 года Фуэнтес скончался в больнице Анхелес дель Педрегаль на юге Мехико от обширного кровоизлияния. Его привезли туда после того, как врач нашёл его в обмороке в его доме в Мехико.
Свои соболезнования выразили многие известные политики и писатели, такие как президент Мексики Фелипе Кальдерон, президент Франции Франсуа Олланд, нобелевский лауреат Марио Варгас Льоса и Салман Рушди.
У Фуэнтеса было трое детей, но выжила только одна дочь. Двое других детей, сын и дочь, умерли в молодом возрасте от гемофилии и передозировки наркотиков соответственно. Писатель, согласно его воле, похоронен вместе с детьми на парижском кладбище Монпарнас.

## Творчество
Дебютировал книгой рассказов «Замаскированные дни» (1954). После успеха его романа «Край безоблачной ясности» (1959) смог полностью посвятить себя литературе. Роман рассказывает о революционере, который сменил свои идеи, занявшись бизнесом. При этом в романе раскрывается широкая панорама жизни Мехико. В романе используется приём внутреннего монолога, а также исследование подсознательного.
В романе «Las Buenas Conciencias» описывается привилегированный средний класс обычного городка. Главный герой, выходец из привилегированного класса, выступает за равноправие в обществе, но его не понимает его семья, которой чужд идеализм.
Основополагающим для новой латиноамериканской прозы стал его роман «Смерть Артемио Круса» (1962). Это эпическая панорама мексиканской истории от начала революции до современности. На этот роман Фуэнтеса вдохновили отчасти рассказы его бабушки. Как и в других романах, рассказчики меняют один другого по очереди. Это история об умирающем в старости бывшем солдате мексиканской революции, который с помощью насилия, шантажа и других противозаконных дел стал богатым и влиятельным человеком. История наполнена воспоминаниями и переходами из прошлого в настоящее. Роман исследует влияние власти на людей и отмирание идеалов революции. После публикации роман занял достойное место среди других шедевров латиноамериканской литературы, как например, романы Гарсиа Маркеса.
В период с 1960 по 1970 гг. появляются романы «Аура» (1962) и «Смена кожи» (1967).
Публикация романа «Терра Ностра (Наша земля)» (1975) лишь подтвердила его репутацию как одного из наиболее талантливых писателей Латинской Америки. Роман рассказывает историю испанской цивилизации. Его действие разворачивается в XVI и XX вв. Автор пытается найти корни современного латиноамериканского общества в борьбе конкистадоров с коренными американцами. После успеха романа мексиканские власти предложили Фуэнтесу ещё раз заняться дипломатической деятельностью, но он отказался и продолжил писать романы.
Следующие романы писателя — «Голова Гидры» (1978), «Далёкая семья» (1980) и другие, а также «Старый гринго» (1985), который стал бестселлером в США, что впервые случилось с книгой мексиканского автора. Роман посвящён истории пропавшего во время мексиканской революции американца.
В 1987 году появился роман «Христофор Нерождённый», философское фэнтези, главным героем которого является нерождённый ребёнок, который должен появиться на свет на 500-летнюю годовщину открытия Америки.
Кроме этого романа было ещё несколько, таких как «La frontera de cristal» (1995) и «Los años con Laura Díaz» (1999). Последний из них — ещё одна сага о мексиканской истории через воспоминания женщины, которая прожила долгую жизнь.
Кроме романов Фуэнтес писал также эссе: сборники «La nueva novela hispanoamericana» (1969), «Tiempo mexicano» (1971), «Cervantes o la crítica de la lectura» (1976) и «Geografía de la novela» (1993).
Писал для кино.
Самый последний его роман, «Адам в Эдеме» (Adán en Edén, 2009), посвящён проблеме наркоторговли в Мексике.
Работы Фуэнтеса были переведены на 24 языка.

## Политические взгляды
Впервые заинтересовавшись социализмом во время пребывания в Чили, Фуэнтес придерживался умеренно левых взглядов. Поддерживал движения сандинистов в Никарагуа (из-за чего поссорился со своим старым другом Октавио Пасом) и сапатистов в штате Чьяпас. Критиковал правящую в Мексике Институционно-революционную партию, внешнюю политику США (особенно при Рейгане и Буше-младшем). США несколько раз отказывали Фуэнтесу в визах, а когда всё-таки позволили въехать, то ФБР установило за ним пристальную слежку (в досье ФБР он назван «ведущим коммунистическим писателем Мексики»). Кубинскую революцию вначале приветствовал, но затем разочаровался в правительстве Фиделя Кастро.

## Признание
Премия Хавьера Вильяуррутьи (1976), Ромуло Гальегоса (1977), Международная премия Альфонсо Рейеса (1979), Национальная литературная премия Мексики (1984), Премия «Мигель де Сервантес» (1987), премия Рубена Дарио (1988), Премия принца Астурийского (1994), международная Премия Гринцане Кавур (1994), Премия Пикассо (1994) и др. Почётный доктор многих университетов Латинской Америки, Европы и США. Член Мексиканской академии языка.

## Произведения

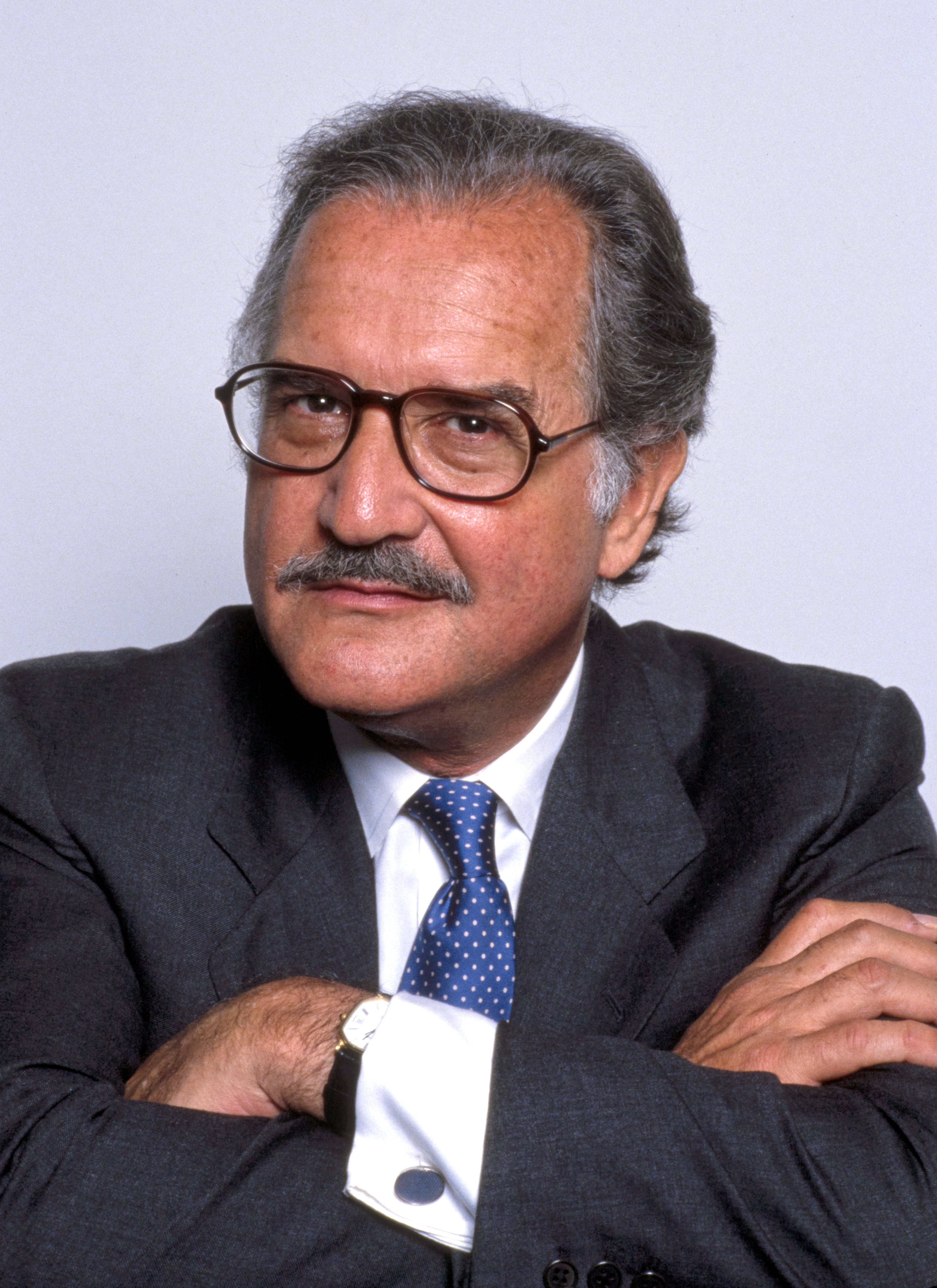
Фуэнтес в 1987 году

### Романы, новеллы, драмы
- Los días enmascarados (1954)
- La región más transparente — Край безоблачной ясности (1959)
- La muerte de Artemio Cruz — «Смерть Артемио Круса» (1962)
- Aura — Аура (1962), экранизирован в 1966 году итальянским режиссёром Дамиано Дамиани в фильме «Ведьма»
- Zona sagrada (1967)
- Смена кожи / Cambio de piel (1967, Премия Библиотеки Бреве)
- Cumpleaños (1969)
- Todos los gatos son pardos (1970, драма)
- El tuerto es rey (1971, драма)
- Diana o la cazadora solitaria (1972)
- Terra Nostra — Терра Ностра (Наша земля) (1975)
- La cabeza de la hidra — Голова гидры (1978)
- Una familia lejana — Далёкая семья (1980)
- Agua quemada — «Сожжённая вода» (1981, рус. пер. 1985)
- Orquídeas a la luz de la luna (1982, драма)
- Gringo viejo — Старый гринго (1985, экранизирован в 1989)
- Cristóbal Nonato — Христофор Нерождённый (1987)
- Ceremonias del alba — Церемонии зари (1991, драма)
- El naranjo — Апельсиновое дерево(1993)
- La frontera de cristal (1995)
- Los años con Laura Díaz (1999)
- Instinto de Inez (2000)
- Todas las Familias Felices (2006)
- Adán en Edén — Адам в Эдеме (2009)

### Эссе
- La nueva novela hispanoamericana (1969)
- Tiempo mexicano (1971)
- Cervantes o la crítica de la lectura (1976)
- Geografía de la novela (1993)

## Публикации на русском языке
- Спокойная совесть. Смерть Артемио Круса. Повести и рассказы. — М.: Прогресс, 1974.
- Край безоблачной ясности. — М.: Художественная литература, 1980.
- Сожжённая вода // Мексиканская повесть. — М.: Радуга, 1985.
- Замаскированные дни. — М.: Деловая книга, 2001.
- Инстинкт Инес. — М.: АСТ, 2006.
- Старый гринго. — М.: АСТ, 2010.